# Маркус Перссон
Маркус «Notch» Перссон (народився 1 червня, 1979) — шведський програміст та ігровий дизайнер. Більш відомий як «Нотч».
Перссон був власником компанії відеоігор Mojang, яку він заснував разом з Карлом Манні і Якобом Порсером в кінці 2010 року. У 2009 році Перссон випустив демоверсію своєї відомої гри Minecraft, яка принесла йому популярність. З моменту виходу Minecraft Перссон отримав значну популярність в індустрії відеоігор, завоювавши ряд нагород. У 2011 році Маркус залишив посаду головного дизайнера Minecraft і передав творчі повноваження Єнсу Бергенстену.

## Біографія
Перссон народився 1 червня 1979 року у Стокгольмі. Перші сім років свого життя жив у Данії, поки не переїхав зі своїми батьками до Стокгольму. Пішов до школи вже у Швеції. У віці семи років почав програмувати на домашньому комп'ютері свого батька Commodore 128. Свою першу текстову пригодницьку гру розробив у вісім років. Чотири роки працював програмістом в King.com, до 2009 року. Для King.com розробив такі ігри як «Funny Farm», «Luxor» і «Carnival Shootout». Після цього нетривалий час працював програмістом в jAlbum. Також є одним із засновників Wurm Online, проте більше не працює над цим проєктом. Створив кілька ігор для змагання Java 4K Game Programming Contest, наприклад «Left 4K Dead», «Mega 4K Man». Брав участь у конкурсі Ludum Dare.
15 вересня 2014 року Маркус Перссон продав Mojang корпорації Microsoft за 2,5 мільярда доларів США, після чого покинув команду.

## Розроблені відеоігри

### Minecraft
Найвідомішим творінням Перссона стала гра жанру пісочниці Minecraft, випущена 18 листопада 2011 року. Для того, щоб повністю присвятити себе розробці гри Minecraft та довести її до завершення, Перссон залишив свою посаду ігрового дизайнера в Mojang AB. На початку 2011, вище згадана студія продала мільйонну копію гри Minecraft, через декілька місяців — другий мільйон, ще через пару місяців — третій. Mojang найняли декількох нових помічників для команди Minecraft, в той час, як Перссон віддав своє місце Єнсу Бергенстену. Згодом, було теж випущено й кишенькові версії для Android та IOS, а 9 травня 2012 року, версію Minecraft для Xbox 360, випущену разом з оновленням, яке додало режим навчання та набір із кількох графічних моделей персонажа (скінів).  

### Rubydung
Гра яку Маркус розробляв до Minecraft. Про неї відомо дуже мало, але відомо, що розробка закінчилася у 2008 році. Rubydung була прабатьком Minecraft, це доводить наявність у Minecraft текстур з Rubydung.